# De la Mar
La De la Mar è stata una delle più antiche e importanti agenzie pubblicitarie olandesi. Fondata ad Amsterdam nel 1880 da Abraham De la Mar, nel 1960 costituisce, assieme all'agenzia Elvinger di Parigi, il network Intermarco. 
Intermarco viene poi acquistato dall'agenzia pubblicitaria Publicis nel 1972 ed unito al network Farner di Zurigo nel 1973 per dar vita all'Intermarco-Farner: questo rappresenterà il nucleo dal quale verrà poi sviluppato, nel corso degli anni, il Publicis Groupe. 
All'Intermarco-Farner viene aggiunta anche l'agenzia McCormick Richards di Londra nel 1979.
A partire dal 1986 verrà deciso di adottare il solo nome Publicis.
La De la Mar è stata una delle principali agenzie pubblicitarie della Philips fin dalla fondazione di quest'ultima, avvenuta ad Eindhoven nel 1891. In particolare sono celebri i manifesti che reclamizzavano le prime lampadine elettriche della storia, commercializzate appunto dalla Philips.

Tra le altre pubblicità della De la Mar per la Philips è possibile citare, inoltre, quelle per i rasoi elettrici Philishave, che a partire dagli anni quaranta reclamizzarono in Europa questa nuova invenzione importata dall'America.
Altra agenzia prediletta dalla Philips era la francese Elvinger (fondata a Parigi nel 1923 da Francis Elvinger), e fu proprio su iniziativa della Philips, proponendo alla De la Mar e alla Elvinger di occuparsi insieme della propria pubblicità in tutto il mondo, che nacque il network Intermarco.